# Matteottihof

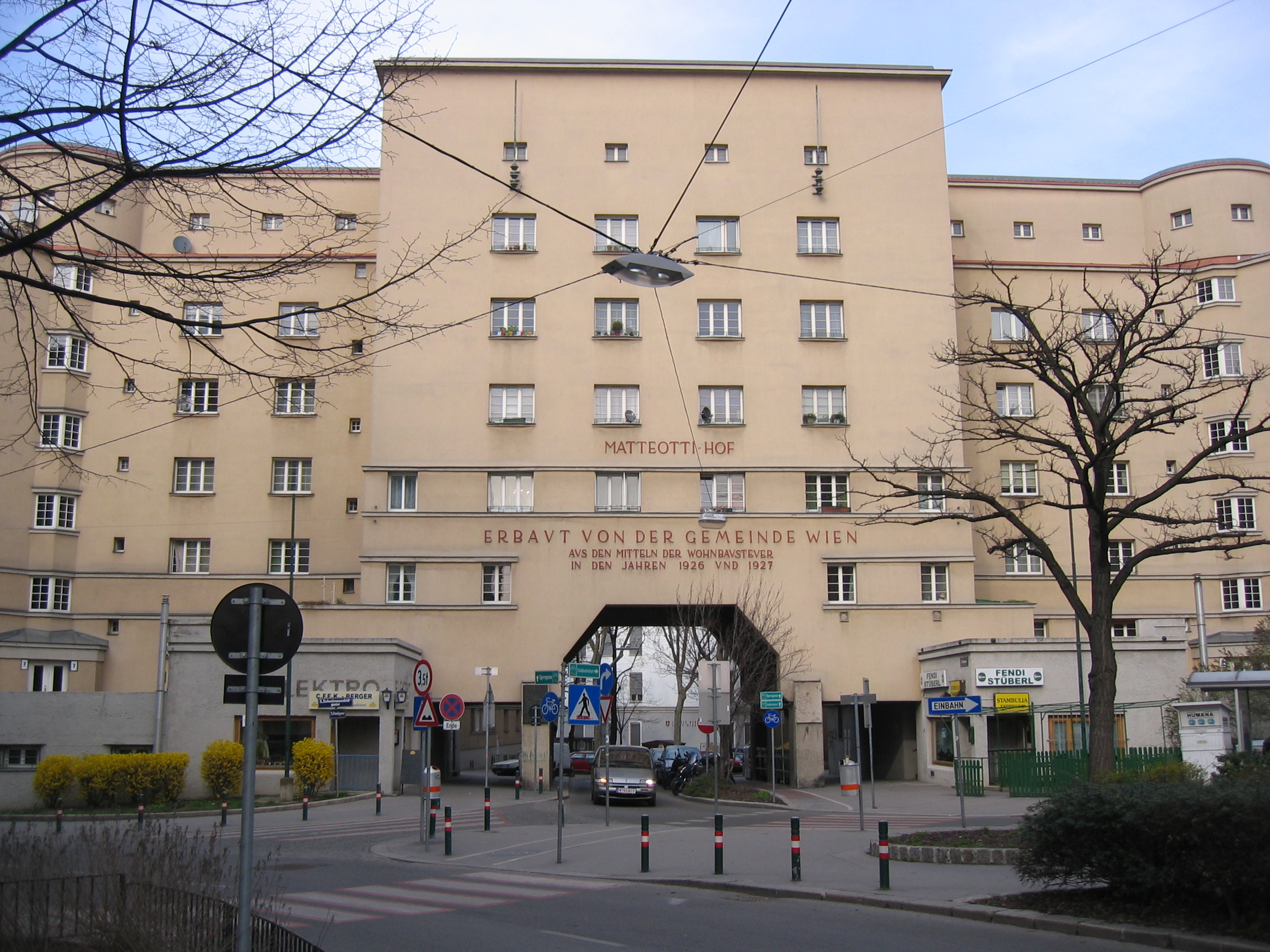
Toreinfahrt Matteottihof über der Fendigasse

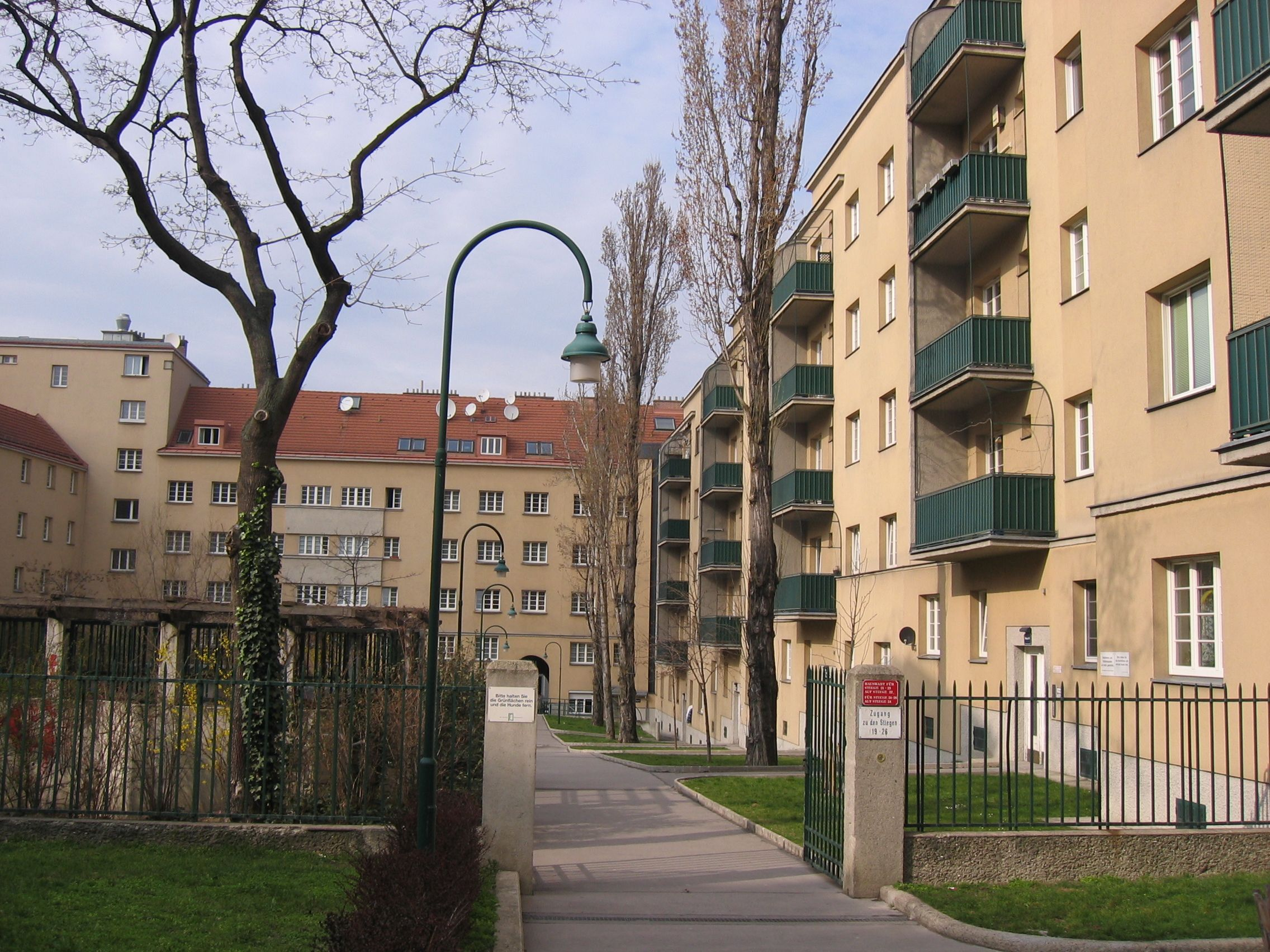
Innenhof Matteottihof

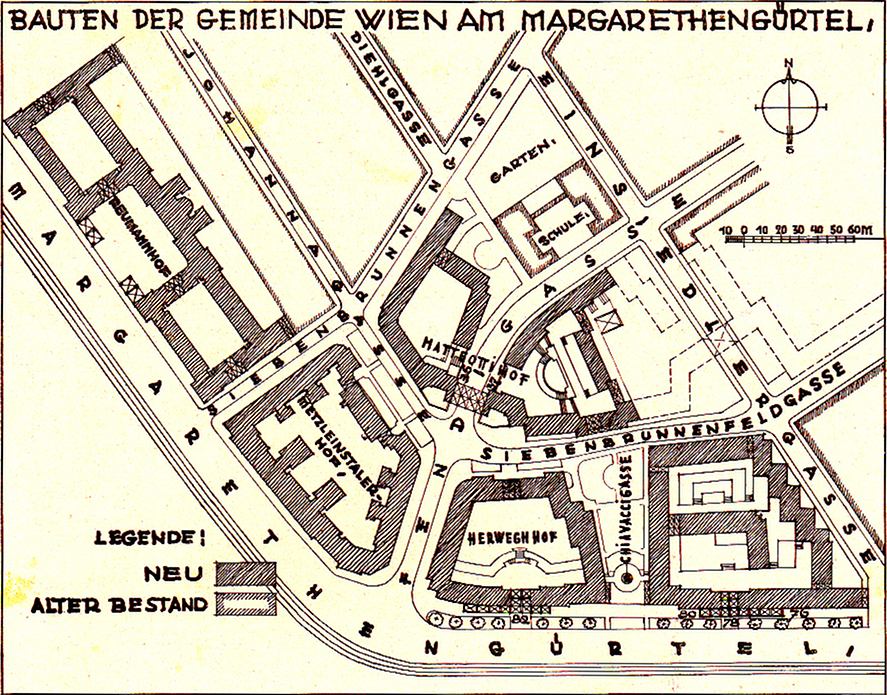
Lageplan, um 1927

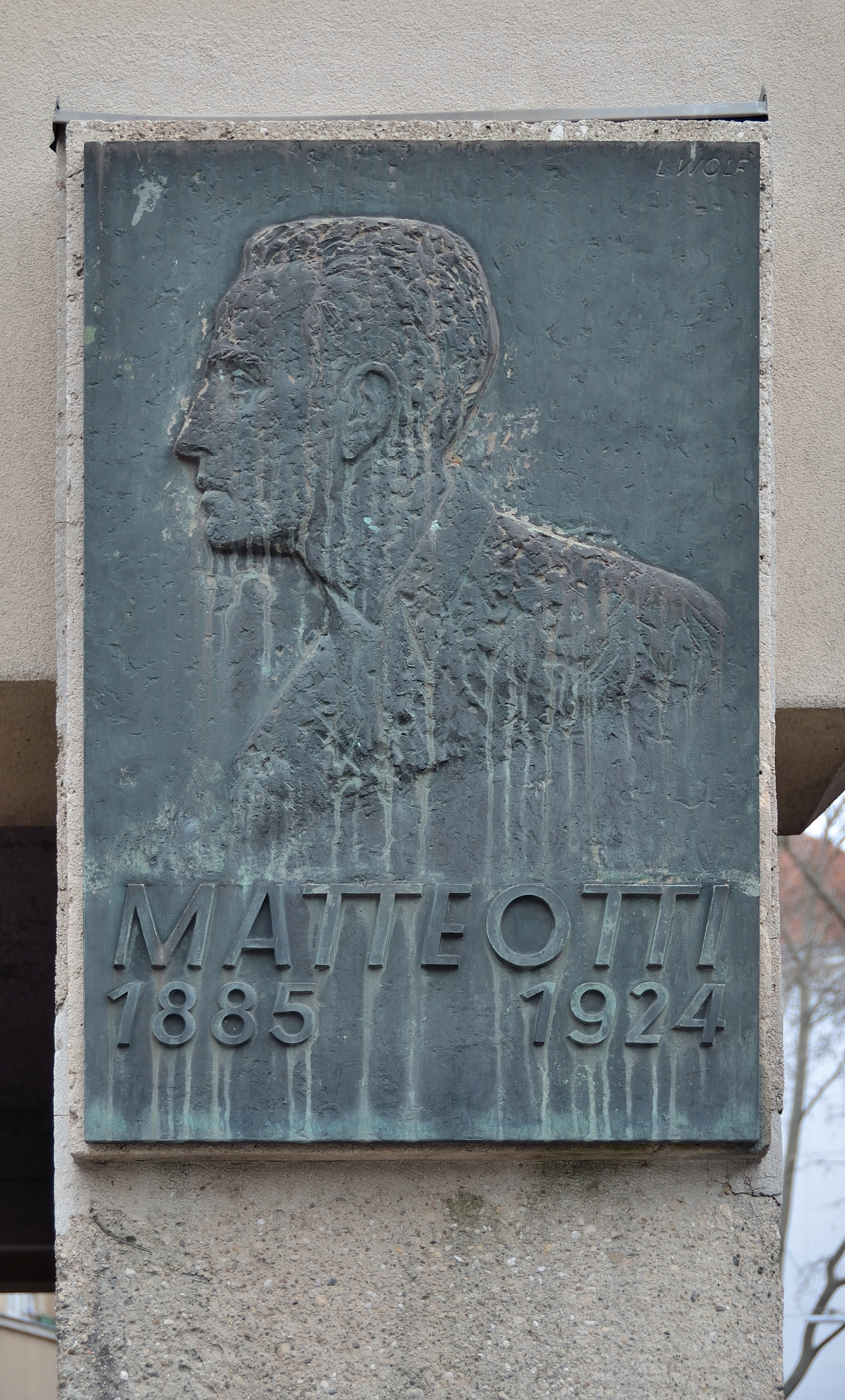
Bronzerelief Matteottis von Luise Wolf

Der Matteottihof ist eine denkmalgeschützte städtische Wohnhausanlage in Wien. Sie befindet sich in Margareten, dem 5. Wiener Gemeindebezirk, in der Siebenbrunnenfeldgasse 26–30.

## Baubeschreibung
Der Matteottihof wurde in den Jahren 1926/27 unter Bürgermeister Karl Seitz von den Architekten Heinrich Schmid und Hermann Aichinger als städtische Wohnhausanlage errichtet. Er wurde als Zeichen der internationalen Solidarität im Kampf gegen den Faschismus nach Giacomo Matteotti benannt, einen italienischen Mussolini-Gegner, der von Anhängern des Diktators ermordet wurde. Im Jahr 1934 wurde die Wohnanlage in der Ständestaatsdiktatur in Giordanihof umgetauft, eine Demutsgeste von Diktaturkanzler Engelbert Dollfuß gegenüber Mussolini; 1945 erfolgte die Rückbenennung.
Die Anlage umfasst 452 Wohnungen und bildet mit dem nahen Metzleinstaler Hof und dem Herweghhof in diesem Bereich Margaretens ein markantes Stadtviertel. Der Matteottihof besitzt keine Fassade zum Margaretengürtel hin, bildet jedoch mit der monumentalen Toreinfahrt über der Fendigasse eine Art Stadttor. An dieser Durchfahrt befindet sich ein Bronzerelief Matteottis (es wurde 1934 entfernt und 1966 wieder neu geschaffen).
Ursprünglich verfügte der Gemeindebau über Infrastruktureinrichtungen wie eine Wäscherei, eine Badeanstalt, ein Jugendamt, eine Mutterberatungsstelle, einen Hort sowie zahlreiche Geschäfte und Lokale.
Erwähnenswert sind auch die verschiedenen Beleuchtungskörper in den Innenhöfen sowie die Fassadengestaltung mit runden Erkern und Eckloggien.